# Bahnhof Colegiales

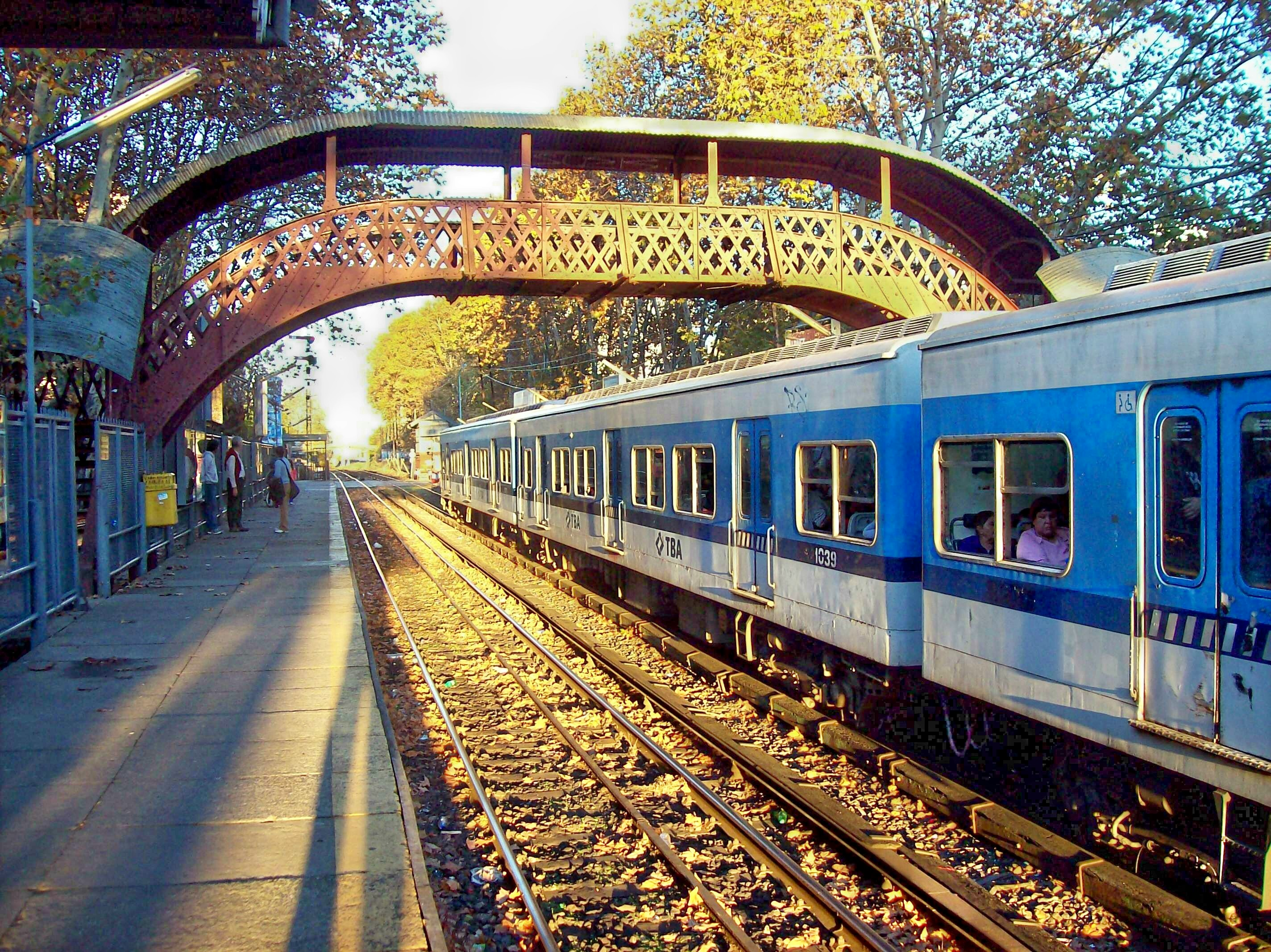
Bahnhof Colegiales

Der Bahnhof Colegiales ist ein Bahnhof in der argentinischen Hauptstadt Buenos Aires und befindet sich im gleichnamigen Stadtteil. Der Bahnhof ist Teil der Strecke Retiro–Tigre des Mitre-Eisenbahnnetzes, es halten ausschließlich Vorortzüge nach José León Suárez und Bartolomé Mitre, die Nachbarbahnhöfe sind Belgrano R und Ministro Carranza. Der Bahnhof befindet sich parallel zwischen den Straßen Calle Crámer und Calle Moldes und senkrecht zur Avenida Federico Lacroze.

## Geschichte
Der Bahnhof wurde 1898 durch den damaligen Betreiber Ferrocarril Central Argentino in Betrieb genommen. Im Gegensatz zu vielen anderen Bahnhöfen in Buenos Aires, die dem Stadtteil den Namen gaben. war der Stadtteil La Chacarita de los Colegiales bereits geläuft, sodass der Bahnhof den Kurznamen „Colegiales“ erhielt. Gemeinsam mit dem Vorortbahnhof ging auch der parallel liegende Güterbahnhof in Betrieb, der damals mit rund neun Manzanas zu den größten der Stadt gehörte. Zur Eröffnung besaß der Bahnhof drei Bahnsteige. Von der Gestaltung her orientierte sich der Bahnhof an den benachbarten Bahnhöfen, wie Centrángolo, Luis M. Drago, Migueletes, Chilavert und José L. Suarez.
Inzwischen sind nur noch zwei Seitenbahnsteige in Funktion, wobei das dritte Gleis am nördlichen Seitenbahnsteig vorbeiführt. Den ebenfalls ursprünglich erhaltenen Wartesaal und die sanitären Einrichtungen schloss der private Betreiber Trenes de Buenos Aires in den 1990er Jahren, wobei die Gebäude bis heute noch vorhanden sind, da dort auch noch ein Fahrkartenschalter vorhanden ist. Bis heute erhalten ist zudem die markante Brücke über die Gleise aus den Eröffnungsjahren, die beide Seitenbahnsteige miteinander verbindet.
Heute wird der Bahnhof durch die ADIF betrieben, die Vorortzüge durch den privaten Betreiber Corredores Ferroviarios und die Güterzüge durch Nuevo Central Argentino.
Seit der Eröffnung des Bahnhofes ist dieser elementarer und prägender Bestandteil des gleichnamigen Stadtteils. Der Barrio trägt der geschichtlichen Bedeutung unter anderem dadurch Rechnung, dass er ihn in seinem Emblema (übersetzt etwa Sinnbild, Logo) führt. Der Bahnhof ist – neben einem Gemälde und einer Zeichnung von ihm – im digitalen Katalog des Kulturerbes des Ministeriums für Kultur der Autonomen Stadt Buenos Aires eingetragen.

## Unterführung

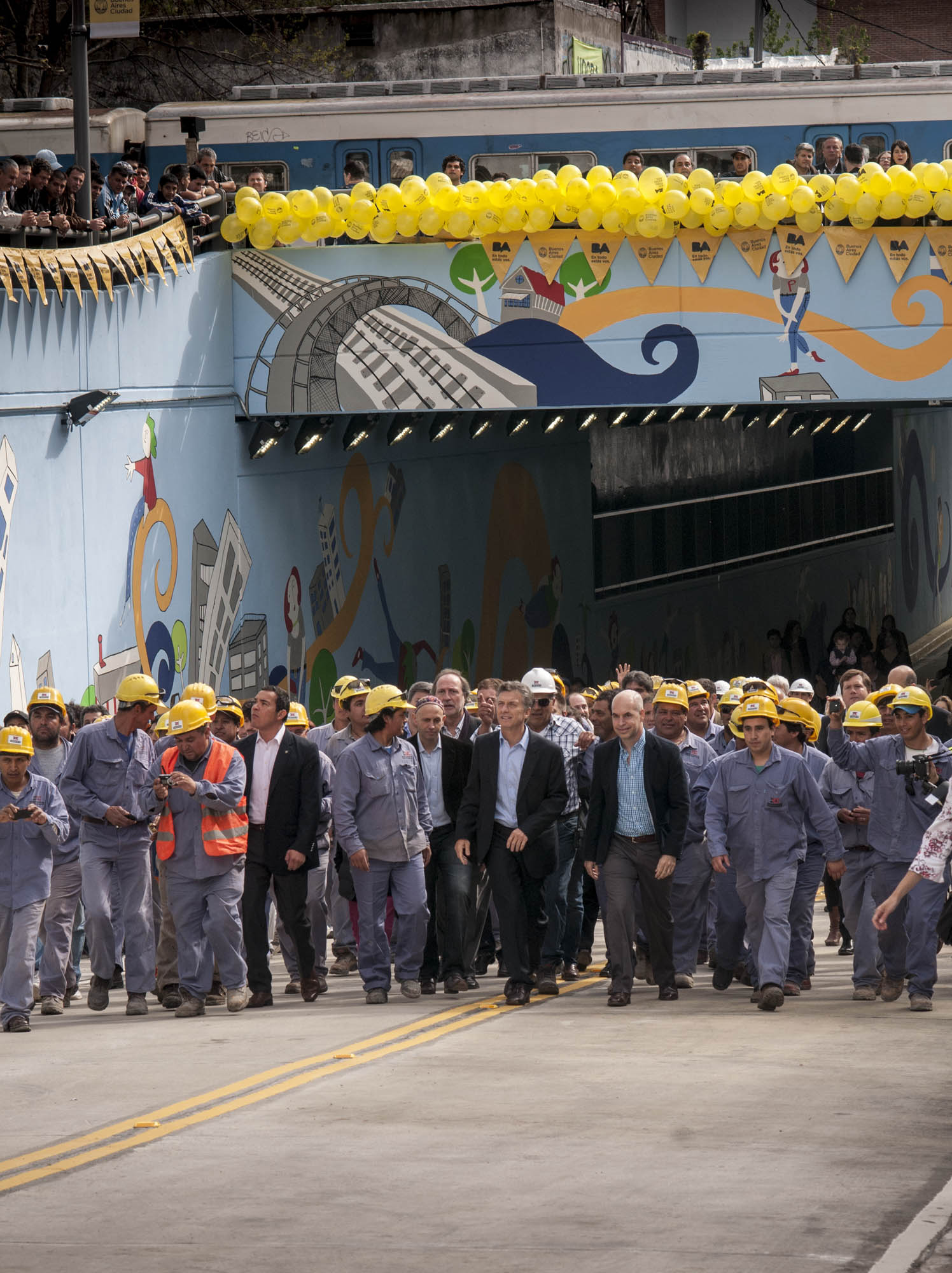
Einweihung der Unterführung neben dem Bahnhof durch Bürgermeister Macri am 10. Oktober 2013

Zwischen 2012 und 2013 fanden umfassende Bauarbeiten statt, um den direkt neben dem Bahnhof gelegenen Bahnübergang durch eine Unterführung zu ersetzen. Die Unterführung erhielt vier Fahrspuren und ist 14,70 Meter breit und 267 Meter lang. Bürgermeister Mauricio Macri weihte die Unterführung am 10. Oktober 2013 ein.